# Marko Krajcer
Marko Krajcer (sinh 6 tháng 6 năm 1985) là một cầu thủ bóng đá Slovenia thi đấu cho NK Krško.